# Playoffs NBA 1974
Navigation
1973 1975
Les playoffs NBA 1974 sont les playoffs de la saison 1973-1974. Ils se terminent sur la victoire des Celtics de Boston face aux Bucks de Milwaukee quatre matches à trois lors des Finales NBA.

## Qualification pour les playoffs
| Champion de division | Qualifié pour les playoffs | Éliminé des playoffs |

| Conférence Est | Conférence Est         | Conférence Est | Conférence Est | Conférence Est |
| No             | Franchise              | Vic.           | Déf.           | PCT            |
| -------------- | ---------------------- | -------------- | -------------- | -------------- |
| 1              | Celtics de Boston C    | 56             | 26             | 68.3           |
| 2              | Knicks de New York     | 49             | 33             | 59.8           |
| 3              | Bullets de la Capitale | 47             | 35             | 57.3           |
| 4              | Braves de Buffalo      | 42             | 40             | 51.2           |
|                |                        |                |                |                |
| 5              | Hawks d'Atlanta        | 35             | 47             | 42.7           |
| 6              | Rockets de Houston     | 32             | 50             | 39.0           |
| 7              | Cavaliers de Cleveland | 29             | 53             | 35.4           |
| 8              | 76ers de Philadelphie  | 25             | 57             | 30.5           |

| Conférence Ouest | Conférence Ouest           | Conférence Ouest | Conférence Ouest | Conférence Ouest |
| No               | Franchise                  | Vic.             | Déf.             | PCT              |
| ---------------- | -------------------------- | ---------------- | ---------------- | ---------------- |
| 1                | Bucks de Milwaukee         | 59               | 23               | 72.0             |
| 2                | Bulls de Chicago           | 54               | 28               | 65.9             |
| 3                | Pistons de Détroit         | 52               | 30               | 63.4             |
| 4                | Lakers de Los Angeles      | 47               | 35               | 57.3             |
|                  |                            |                  |                  |                  |
| 5                | Warriors de Golden State   | 44               | 38               | 53.7             |
| 6                | SuperSonics de Seattle     | 36               | 46               | 43.9             |
| 7                | Kings de Kansas City-Omaha | 33               | 49               | 40.2             |
| 8                | Suns de Phoenix            | 30               | 52               | 36.6             |
| 9                | Trail Blazers de Portland  | 27               | 55               | 32.9             |

C - Champions NBA

## Fonctionnement
Lors des Demi-finales de Conférence, le premier affronte le quatrième et le deuxième affronte le troisième dans une série au meilleur des sept matches. Les gagnants se rencontrent ensuite en Finales de Conférence au meilleur des sept matches. Les deux gagnants se rencontrent lors des finales NBA, qui se jouent au meilleur des sept matches.
Les séries se déroulent de la manière suivante :
| Match | Conférence      | Conférence      | Finales NBA     |                |                |
| Match | Demi-finales    | Finales         | Finales NBA     |                |                |
| ----- | --------------- | --------------- | --------------- | -------------- | -------------- |
| 1     | Demi-finales    | Finales         | Meilleur bilan  | Meilleur bilan | Meilleur bilan |
| 2     | Moins bon bilan | Moins bon bilan | Meilleur bilan  |                |                |
| 3     | Meilleur bilan  | Meilleur bilan  | Moins bon bilan |                |                |
| 4     | Moins bon bilan | Moins bon bilan | Moins bon bilan |                |                |
| 5     | Meilleur bilan  | Meilleur bilan  | Meilleur bilan  |                |                |
| 6     | Moins bon bilan | Moins bon bilan | Moins bon bilan |                |                |
| 7     | Meilleur bilan  | Meilleur bilan  | Meilleur bilan  |                |                |

## Tableau
|  | Demi-finales de Conférence | Demi-finales de Conférence | Demi-finales de Conférence |                    |   | Finales de Conférence | Finales de Conférence | Finales de Conférence |  |  | Finales NBA | Finales NBA       | Finales NBA |
|  |                            |                            |                            |                    |   |                       |                       |                       |  |  |             |                   |             |
|  | 1                          | Celtics de Boston          | 4                          |                    |   |                       |                       |                       |  |  |             |                   |             |
|  | 4                          | Braves de Buffalo          | 2                          |                    |   |                       |                       |                       |  |  |             |                   |             |
|  | 4                          | Braves de Buffalo          | 2                          |                    | 1 | Celtics de Boston     | 4                     |                       |  |  |             |                   |             |
|  | Conférence Est             |                            |                            |                    | 1 | Celtics de Boston     | 4                     |                       |  |  |             |                   |             |
|  |                            |                            | 2                          | Knicks de New York | 1 |                       |                       |                       |  |  |             |                   |             |
|  | 3                          | Capitals de Washington     | 2                          | Knicks de New York | 1 | 3                     |                       |                       |  |  |             |                   |             |
|  | 3                          | Capitals de Washington     |                            |                    |   | 3                     |                       |                       |  |  |             |                   |             |
|  | 2                          | Knicks de New York         | 4                          |                    |   |                       |                       |                       |  |  |             |                   |             |
|  |                            |                            |                            |                    |   |                       |                       |                       |  |  | E1          | Celtics de Boston | 4           |
|  |                            |                            | O1                         | Bucks de Milwaukee | 3 |                       |                       |                       |  |  |             |                   |             |
|  | 1                          | Bucks de Milwaukee         | 4                          |                    |   |                       |                       |                       |  |  |             |                   |             |
|  | 4                          | Lakers de Los Angeles      | 1                          |                    |   |                       |                       |                       |  |  |             |                   |             |
|  | 4                          | Lakers de Los Angeles      | 1                          |                    | 1 | Bucks de Milwaukee    | 4                     |                       |  |  |             |                   |             |
|  | Conférence Ouest           |                            |                            |                    | 1 | Bucks de Milwaukee    | 4                     |                       |  |  |             |                   |             |
|  |                            |                            | 3                          | Bulls de Chicago   | 0 |                       |                       |                       |  |  |             |                   |             |
|  | 3                          | Pistons de Détroit         | 3                          | Bulls de Chicago   | 0 | 3                     |                       |                       |  |  |             |                   |             |
|  | 3                          | Pistons de Détroit         |                            |                    |   | 3                     |                       |                       |  |  |             |                   |             |
|  | 2                          | Bulls de Chicago           | 4                          |                    |   |                       |                       |                       |  |  |             |                   |             |

## Scores

### Demi-finales de Conférence

#### Conférence Est
- (1) Celtics de Boston vs. (4) Braves de Buffalo: les Celtics gagnent la série 4-2
- Match 1 à Boston: Boston 107, Buffalo 97
- Match 2 à Buffalo: Buffalo 115, Boston 105
- Match 3 à Boston: Boston 120, Buffalo 107
- Match 4 à Buffalo: Buffalo 104, Boston 102
- Match 5 à Boston: Boston 100, Buffalo 97
- Match 6 à Buffalo: Boston 106, Buffalo 104

- (2) Knicks de New York vs. (3) Capitals de Washington: les Knicks gagnent la série 4-3
- Match 1 à New York: New York 102, Capital 91
- Match 2 à Washington: Capital 99, New York 87
- Match 3 à New York: Capital 88, New York 79
- Match 4 à Washington: New York 101, Capital 93 (OT)
- Match 5 à New York: New York 106, Capital 105
- Match 6 à Washington: Capital 109, New York 92
- Match 7 à New York: New York 91, Capital 81

#### Conférence Ouest
- (1) Bucks de Milwaukee vs. (4) Lakers de Los Angeles: les Bucks gagnent la série 4-1
- Match 1 à Milwaukee: Milwaukee 99, Los Angeles 95
- Match 2 à Milwaukee: Milwaukee 109, Los Angeles 90
- Match 3 à Los Angeles: Los Angeles 98, Milwaukee 96
- Match 4 à Los Angeles: Milwaukee 112, Los Angeles 90
- Match 5 à Milwaukee: Milwaukee 114, Los Angeles 92

- (2) Bulls de Chicago vs. (3) Pistons de Détroit: les Bulls gagnent la série 4-3
- Match 1 à Chicago: Detroit 97, Chicago 88
- Match 2 à Detroit: Chicago 108, Detroit 103
- Match 3 à Chicago: Chicago 84, Detroit 83
- Match 4 à Detroit: Detroit 102, Chicago 87
- Match 5 à Chicago: Chicago 98, Detroit 94
- Match 6 à Detroit: Detroit 92, Chicago 88
- Match 7 à Chicago: Chicago 96, Detroit 94

### Finales de Conférence

#### Conférence Est
- (1) Celtics de Boston vs. (2) Knicks de New York: les Celtics gagnent la série 4-1
- Match 1 à Boston: Boston 113, New York 88
- Match 2 à New York: Boston 111, New York 99
- Match 3 à Boston: New York 103, Boston 100
- Match 4 à New York: Boston 98, New York 91
- Match 5 à Boston: Boston 105, New York 94

#### Conférence Ouest
- (1) Bucks de Milwaukee vs. (2) Bulls de Chicago: les Bucks gagnent la série 4-0
- Match 1 à Milwaukee: Milwaukee 101, Chicago 85
- Match 2 à Chicago: Milwaukee 113, Chicago 111
- Match 3 à Milwaukee: Milwaukee 113, Chicago 90
- Match 4 à Chicago: Milwaukee 115, Chicago 99

### Match 1
| 28 avril 1974 | Rapport | Celtics de Boston 98, Bucks de Milwaukee 83        | Celtics de Boston 98, Bucks de Milwaukee 83 | Celtics de Boston 98, Bucks de Milwaukee 83 |  | BMO Harris Bradley Center, Milwaukee Affluence : 10 938 |
| 28 avril 1974 | Rapport | Score par quart-temps : 35-19, 17-23, 17-19, 29-22 |                                             |                                             |  | BMO Harris Bradley Center, Milwaukee Affluence : 10 938 |
| 28 avril 1974 | Rapport | John Havlicek 26                                   | Points                                      | Kareem Abdul-Jabbar 35                      |  | BMO Harris Bradley Center, Milwaukee Affluence : 10 938 |
| 28 avril 1974 | Rapport | Boston mène la série 1 à 0                         |                                             |                                             |  | BMO Harris Bradley Center, Milwaukee Affluence : 10 938 |

### Match 2
| 30 avril 1974 | Rapport | Celtics de Boston 96, Bucks de Milwaukee 105                  | Celtics de Boston 96, Bucks de Milwaukee 105 | Celtics de Boston 96, Bucks de Milwaukee 105  | OT | BMO Harris Bradley Center, Milwaukee Affluence : 10 938 |
| 30 avril 1974 | Rapport | Score par quart-temps : 24-23, 17-32, 25-22, 24-13, OT : 6-15 |                                              |                                               | OT | BMO Harris Bradley Center, Milwaukee Affluence : 10 938 |
| 30 avril 1974 | Rapport | Jo Jo White 25 Dave Cowens 11                                 | Points Rebonds                               | Kareem Abdul-Jabbar 36 Kareem Abdul-Jabbar 15 | OT | BMO Harris Bradley Center, Milwaukee Affluence : 10 938 |
| 30 avril 1974 | Rapport | Égalité dans la série 1 à 1                                   |                                              |                                               | OT | BMO Harris Bradley Center, Milwaukee Affluence : 10 938 |

### Match 3
| 3 mai 1974 | Rapport | Bucks de Milwaukee 83, Celtics de Boston 95        | Bucks de Milwaukee 83, Celtics de Boston 95 | Bucks de Milwaukee 83, Celtics de Boston 95 |  | Boston Garden, Boston Affluence : 10 938 |
| 3 mai 1974 | Rapport | Score par quart-temps : 13-32, 23-19, 22-26, 24-18 |                                             |                                             |  | Boston Garden, Boston Affluence : 10 938 |
| 3 mai 1974 | Rapport | Kareem Abdul-Jabbar 26 Abdul-Jabbar, Warner 10     | Points Rebonds                              | Dave Cowens 30 John Havlicek 12             |  | Boston Garden, Boston Affluence : 10 938 |
| 3 mai 1974 | Rapport | Boston mène la série 2 à 1                         |                                             |                                             |  | Boston Garden, Boston Affluence : 10 938 |

### Match 4
| 5 mai 1974 | Rapport | Bucks de Milwaukee 97, Celtics de Boston 89        | Bucks de Milwaukee 97, Celtics de Boston 89 | Bucks de Milwaukee 97, Celtics de Boston 89 |  | Boston Garden, Boston Affluence : 10 938 |
| 5 mai 1974 | Rapport | Score par quart-temps : 28-27, 21-12, 21-26, 27-24 |                                             |                                             |  | Boston Garden, Boston Affluence : 10 938 |
| 5 mai 1974 | Rapport | Kareem Abdul-Jabbar 34 Kareem Abdul-Jabbar 14      | Points Rebonds                              | John Havlicek 33 Paul Silas 12              |  | Boston Garden, Boston Affluence : 10 938 |
| 5 mai 1974 | Rapport | Égalité dans la série 2 à 2                        |                                             |                                             |  | Boston Garden, Boston Affluence : 10 938 |

### Match 5
| 7 mai 1974 | Rapport | Celtics de Boston 96, Bucks de Milwaukee 87        | Celtics de Boston 96, Bucks de Milwaukee 87 | Celtics de Boston 96, Bucks de Milwaukee 87   |  | BMO Harris Bradley Center, Milwaukee Affluence : 10 938 |
| 7 mai 1974 | Rapport | Score par quart-temps : 20-15, 25-29, 24-17, 27-16 |                                             |                                               |  | BMO Harris Bradley Center, Milwaukee Affluence : 10 938 |
| 7 mai 1974 | Rapport | Havlicek, Cowens 28 Paul Silas 16                  | Points Rebonds                              | Kareem Abdul-Jabbar 37 Kareem Abdul-Jabbar 11 |  | BMO Harris Bradley Center, Milwaukee Affluence : 10 938 |
| 7 mai 1974 | Rapport | Boston mène la série 3 à 2                         |                                             |                                               |  | BMO Harris Bradley Center, Milwaukee Affluence : 10 938 |

### Match 6
| 10 mai 1974 | Rapport | Bucks de Milwaukee 102, Celtics de Boston 101                            | Bucks de Milwaukee 102, Celtics de Boston 101 | Bucks de Milwaukee 102, Celtics de Boston 101 | 2OT | Boston Garden, Boston Affluence : 10 938 |
| 10 mai 1974 | Rapport | Score par quart-temps : 27-19, 20-21, 22-23, 17-23 - OT1 4-4, OT : 12-11 |                                               |                                               | 2OT | Boston Garden, Boston Affluence : 10 938 |
| 10 mai 1974 | Rapport | Kareem Abdul-Jabbar 34 4 joueurs à 8                                     | Points Rebonds                                | John Havlicek 36 John Havlicek 9              | 2OT | Boston Garden, Boston Affluence : 10 938 |
| 10 mai 1974 | Rapport | Égalité dans la série 3 à 3                                              |                                               |                                               | 2OT | Boston Garden, Boston Affluence : 10 938 |

| 12 mai 1974 | Rapport | Celtics de Boston 102, Bucks de Milwaukee 87       | Celtics de Boston 102, Bucks de Milwaukee 87 | Celtics de Boston 102, Bucks de Milwaukee 87  |  | BMO Harris Bradley Center, Milwaukee Affluence : 10 938 |
| 12 mai 1974 | Rapport | Score par quart-temps : 22-20, 31-20, 18-26, 31-21 |                                              |                                               |  | BMO Harris Bradley Center, Milwaukee Affluence : 10 938 |
| 12 mai 1974 | Rapport | Dave Cowens 28 Dave Cowens 14                      | Points Rebonds                               | Kareem Abdul-Jabbar 26 Kareem Abdul-Jabbar 13 |  | BMO Harris Bradley Center, Milwaukee Affluence : 10 938 |
| 12 mai 1974 | Rapport | Boston gagne la série 4 à 3                        |                                              |                                               |  | BMO Harris Bradley Center, Milwaukee Affluence : 10 938 |